# Penicillium gracilentum
Penicillium gracilentum és una espècie de fong ascomicot de l'ordre dels eurotials (Eurotiales), gènere Penicillium.